# Porto di Miami
PortMiami, precedentemente chiamato Dante B. Fascell Port of Miami, è un porto situato nella Baia di Biscayne a Miami in Florida (Stati Uniti d'America).  È collegato a Downtown Miami da Port Boulevard, un ponte sulla Intracoastal Waterway. Il porto è collocato nella Dodge Island, che è la combinazione di tre isole: Dodge, Lummus e Sam's Islands. Il suo nome deriva da quello del rappresentante al congresso della Florida Dante Fascell.
Nel 2011, il Porto di Miami ha contato 176.000 posti di lavoro ed ha un impatto economico su Miami di 18 miliardi. È l'undicesimo porto cargo negli Stati Uniti. Nel 2010 nel porto si sono registrati 4.33 milioni di passeggeri. Uno su sette dei passeggeri mondiali di crociere parte da Miami.

## Storia
All'inizio del 1900 un uragano colpì Miami, causando tra l'altro la separazione della parte meridionale di Miami Beach da Fisher Island, creando quello che poi è stato ampliato come Government Cut tramite un dragaggio che è continuato in direzione di quello che attualmente è il Bicentennial Park a Downtown Miami. Questo nuovo accesso ha creato il Main Channel che ha migliorato notevolmente l'accesso al porto. Dai detriti di questi dragaggi si formarono quelle che oggi sono Dodge Island, Lummus Island e Sam's Island.
Con l'aumento di attività derivante dal miglioramento dell'accesso e la crescita economica dell'area, si rese necessario anche aumentare la superficie del porto. Così il 5 aprile 1960 il Consiglio dei Commissari della contea di Dade approvò la risoluzione numero 4830 per autorizzare la costruzione di nuove infrastrutture portuali nell'isola di Dodge, che venne approvata il 6 aprile 1960 dalla città di Miami, insieme alla risoluzione numero 31837 per costruire il nuovo porto di Miami. I lavori iniziarono immediatamente espandendo Dodge Island inglobando le altre isole vicine. Successivamente alla costruzione delle nuove banchine, capannoni e del ponte automobilistico e ferroviario, le attività portuali vennero trasferite nella nuova sede. Negli anni successivi altri dragaggi allargarono le isole di Lummus e Sam's, creando il nuovo porto che è costruito su di un'isola completamente artificiale.

## Oggi

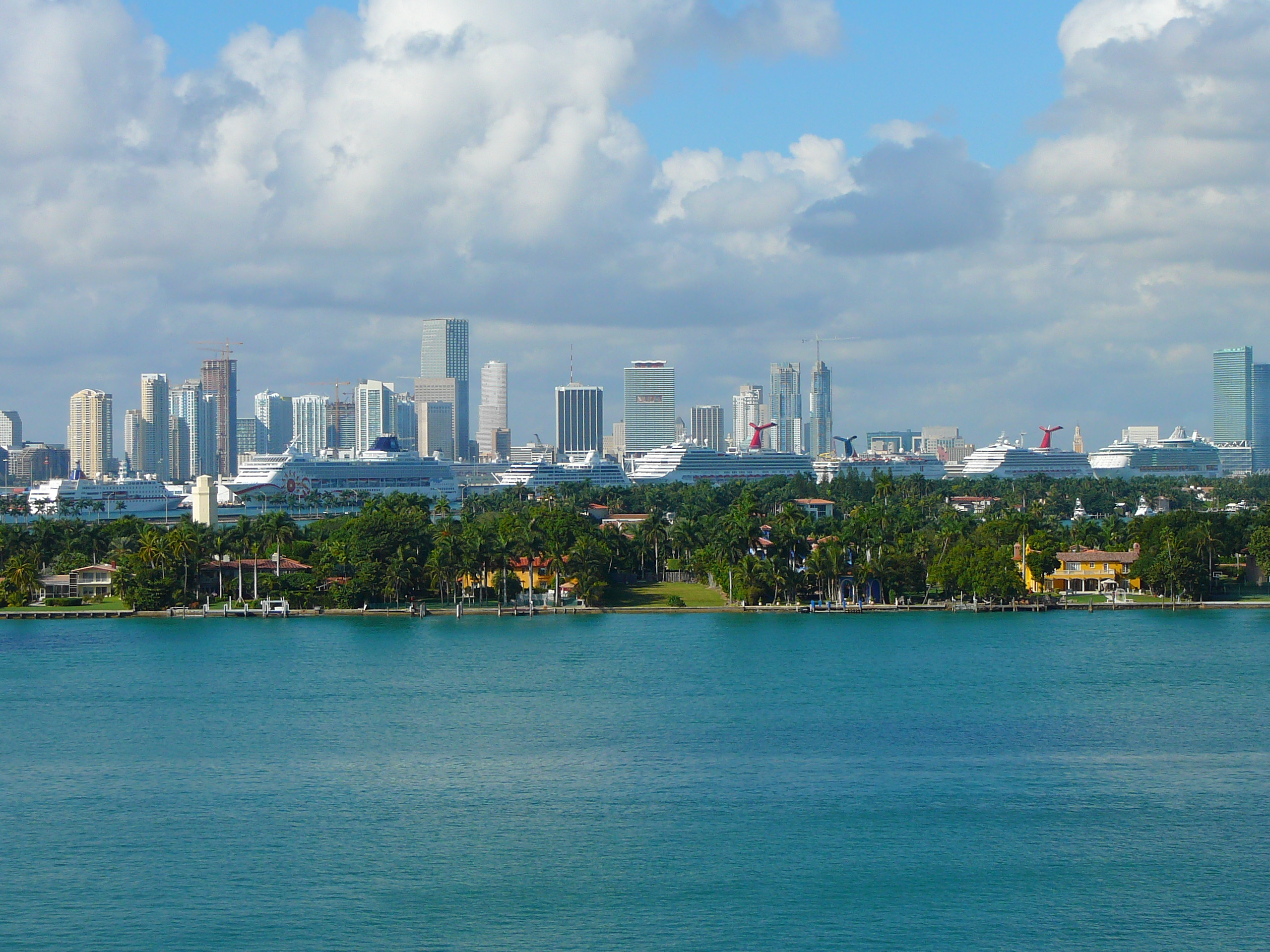
Il porto visto da Miami Beach.

Il Porto di Miami è stato riconosciuto come la "capitale mondiale delle crociere" e la "porta commerciale delle Americhe". Ha mantenuto il suo stato come primo porto passeggeri per viaggi di crociera per più di due decenni, accogliendo le navi delle principali linee come Carnival Cruise Lines, Royal Caribbean International e Norwegian Cruise Line, fino alla fine degli anni 2000, quando Port Everglades divenne la base delle maggiori navi da crociera: la MS Oasis of the Seas e la sua gemella MS Allure of the Seas. Come punto di accesso commerciale, il porto tratta principalmente cargo per container. È il maggiore porto della Florida ed il nono negli Stati Uniti.
Il porto è una componente importante all'economia della zona, con oltre quattro milioni di passeggeri e 7,4 milioni di tonnellate merci e 1 milione di container.  Questo produce circa 176.000 posti di lavoro e 17 miliardi di dollari di fatturato, 14 miliardi dei quali generati dalle attività cargo. Il porto è attualmente fornito di otto terminal passeggeri, sei gru a ponte, sette terminali traghetto Roll-on/roll-off, quattro aree refrigerate per container, magazzini per le merci e nove gru per container.
Per mantenere il proprio livello qualitativo, nel 1997 il porto ha avviato un progetto di rinnovamento per 250 milioni di dollari. Inoltre, per migliorare l'accessibilità, si sta costruendo un tunnel verso Watson Island, che permetterà di arrivare alla rete autostradale saltando l'attraversamento di Downtown Miami. Un altro progetto è relativo al dragaggio profondo del fondale per permettere l'attracco delle nuove navi della classe Panamax per permetterne l'accesso negli Stati Uniti dopo l'ampliamento del Canale di Panama nel 2014.

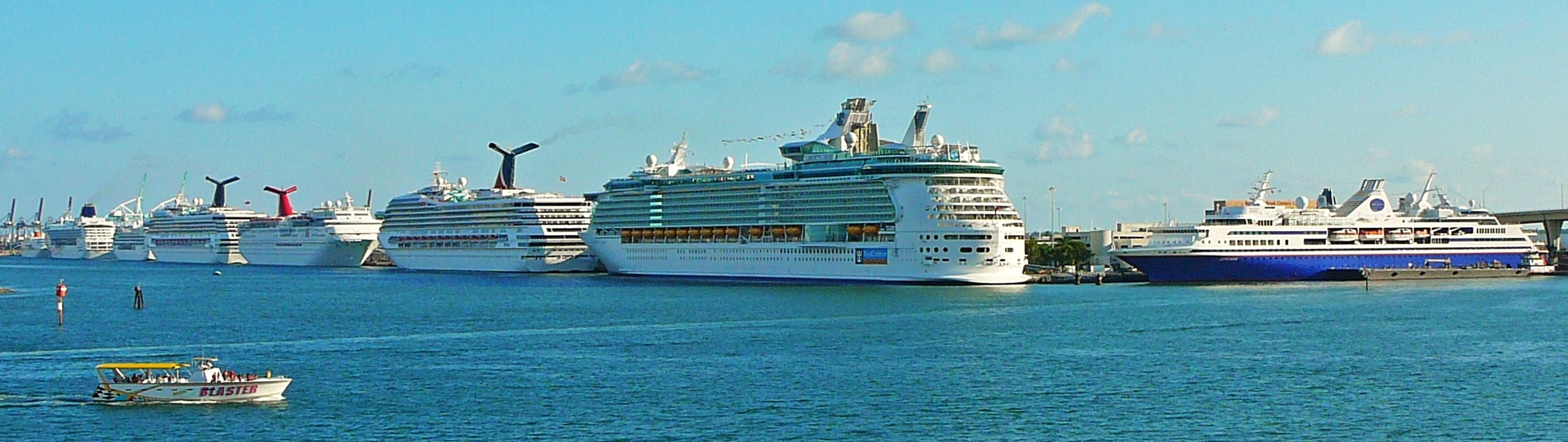
Miami è il principale porto mondiale per navi da crociera.